# Neotoma lepida
Neotoma lepida — вид гризунів, що походить із пустельних регіонів західної Північної Америки.

## Морфологічна характеристика
Це відносно невеликі Neotoma завдовжки від 28 до 39 см, включаючи хвіст від 12 до 20 см. Вони важать від 122 до 350 г, причому самці більші за самиць. Їхнє забарвлення різниться між особинами і може бути будь-яким від блідо-сірого до коричневого чи майже чорного. Незалежно від кольору решти тіла, нижня частина тіла та лапи тварини завжди білі, тоді як бліда шерсть на горлі є сірою біля основи. Хвіст виразно двоколірний, має більше волосся та менше видимих лусок, ніж хвости Rattus norvegicus. N. lepida мають вузьку морду, довгі вуса та відносно довгі вуха, які майже дорівнюють заднім лапам.

## Поширення і середовище проживання
N. lepida поширюються від південно-східного Орегону та південно-західного Айдахо, на південь через Неваду та західну Юту до Каліфорнії в США та Нижньої Каліфорнії та крайнього північного заходу Сонори в Мексиці. Вони, як правило, зустрічаються в полинових чагарниках, у чапаралі, а також у пустелях і скелястих схилах з розкиданими кактусами, юками, соснами/ялівцями та іншою низькою рослинністю на висоті до 2900 метрів. Їх найбільше в скелястих районах з численними ущелинами або нагромадженнями каменів, де вони можуть шукати притулку від хижаків.

## Спосіб життя
N. lepida ведуть переважно нічний спосіб життя. Житлові приміщення часто будують біля тріщин скель, біля основи рослин креозоту чи кактусів або в нижніх гілках дерев. Вони будують будиночки для гніздування, зберігання їжі та втечі від хижаків. Вони можуть мати до шести входів і восьми внутрішніх камер, включаючи як гнізда, так і схованки для їжі. Будинки висотою 36 см і діаметром біля основи близько 100 см не є чимось незвичайним.
Вони харчуються бобами і листям мескіту, ялівцю і частинами доступних кактусів, мабуть, не травмуючись колючками. Їдять також чагарники креозоту, будяки, ефедру, гірчицю, полин, гречку. Вони також їдять іншу зелену рослинність, насіння, фрукти, жолуді та кедрові горіхи. У пустельних місцях проживання вони сильно залежать від опунційних кактусів для забезпечення водного балансу, хоча їх можна витримувати на креозоті цілий рік. Попри те, що вони здатні їсти їжу з високим вмістом смол і щавлевої кислоти, таку як листя кущів креозоту, це впливає на їхній водний баланс і обмежує їхню здатність їсти іншу їжу, обмежуючи зростання популяції у території, де такі рослини поширені.

## Розмноження
N. lepida розмножуються навесні та влітку і народжують до п’яти дитинчат після періоду вагітності від 30 до 36 днів. Дитинчата важать близько 10 г при народженні, вони сліпі, у них видно лише кінчики волосся. Їхні очі відкриваються приблизно через десять днів. Зуби новонароджених спочатку розсунуті, утворюючи між ними шестикутний отвір, яким вони так міцно притискаються до сосків матері, що їх важко відокремити. Зуби набувають нормальної форми приблизно через дванадцять днів, але молодняк повністю відлучається лише у віці приблизно чотирьох тижнів. У неволі живуть до п'яти років.